# Rock of Cashel
Rock of Cashel (též Cashel of the Kings) je hrad v hrabství Tipperary (konkrétně v jeho jižní části) v Irsku, deset kilometrů severně od města a hradu Cahir.
Od roku 370 na místě dnešního hradu sídlili králové z Munsteru. Okolo roku 450 zde svatý Patrik pokřtil krále Aenguse. V roce 990 Brian Bóruma hrad opevnil. Roku 1101 král Murtagh O'Brien daroval vápencovou skálu, na které hrad stojí, církvi.
Nejstarší a nejvyšší části hradního komplexu je Kruhová věž přibližně z roku 1100. Je výborně zachovalá a vysoká 28 metrů. Nejcennější částí hradu je Cormacova kaple, vystavěná a vyzdobená v letech 1127–1134 v románském stylu. V roce 1134 byla vysvěcena. Katedrála, vybudována mezi roky 1235–1270, je bez postranních lodí s křížovým půdorysem, se středovou věží a na západní straně ukončena masivní obytnou věží.
Hall of the Vicars Choral byla vystavěna v 15. století. Dnes touto stavbou vcházejí návštěvníci do hradu. Velká bouře v roce 1847 hrad značně poničila. Na dohled hradu se nachází zříceniny opatství Hore Abbey vybudovaného roku 1266.